# Poder temporal

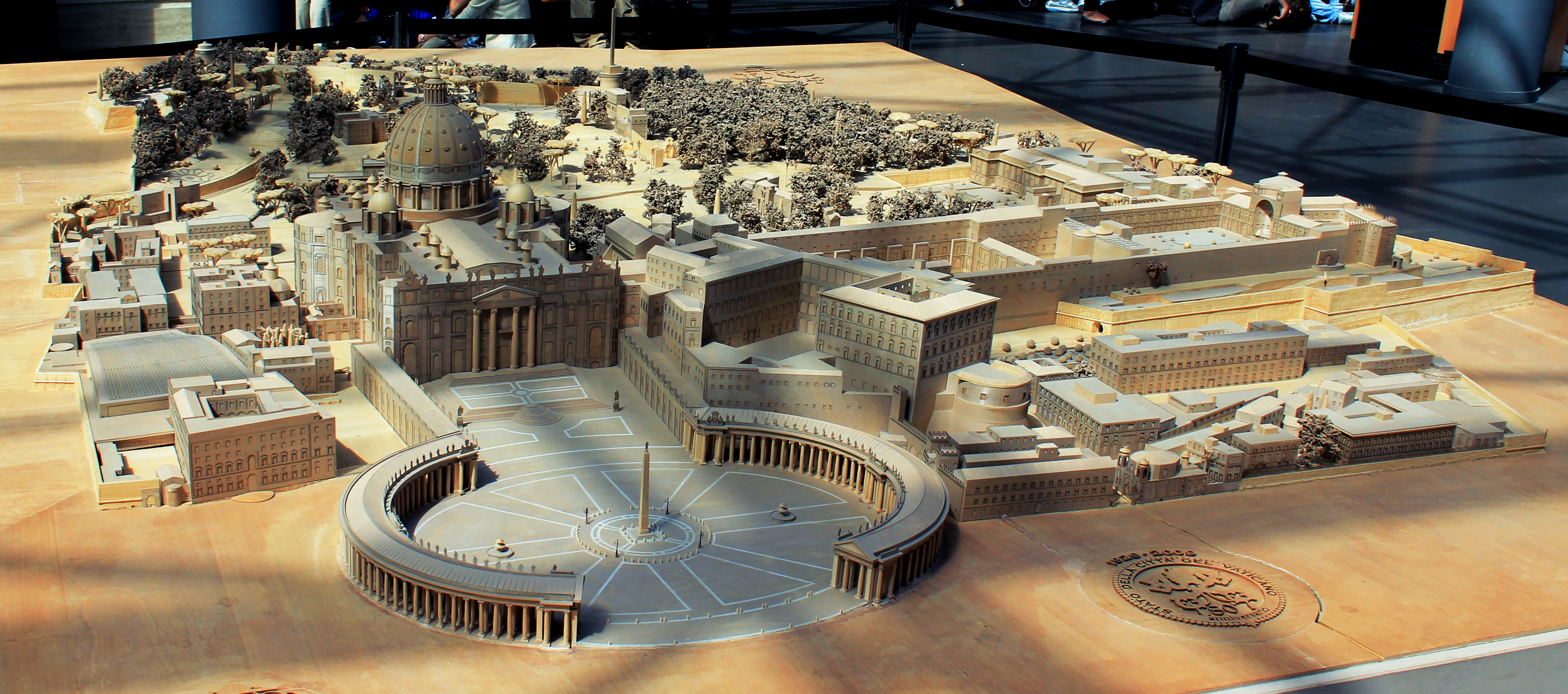
Model dels Estats Pontificis on encara perdura el poder temporal

És anomenat poder temporal a la influència de poder, tant governamental com polític, que exerceix el Vaticà sobre els pobles, en particular al vicari de Crist o Papa, en contrast amb el seu poder espiritual sobre l'Església catòlica i altres grups també anomenats poder etern.
Aquest poder o activitat va comportar a l'estat papal a autogovernar-se, el qual actualment es limita a la Ciutat del Vaticà. En la seva època d'esplendor va arribar a ser un país amb la seva pròpia moneda i legislatura, etc., com qualsevol altra nació del món. Alguns anomenen a aquest estat nacional, governat sota una autoritat religiosa, com "teocràcia", comparant-lo així amb alguns pobles musulmans que viuen també d'una forma teocràtica.
Alguns historiadors classifiquen la coronació de Carlemany, l'any 800 com el moment en què l'Església catòlica romana va començar a aplicar una política internacional del poder temporal, conegut també com a Dominium mundi.
El poder temporal sempre ha estat discutit en la política, la filosofia i la teologia en les nacions on el Vaticà exerceix aquest poder en diferents graus, aquest poder és aplicat depenent del Papa en qüestió, el temps i les constitucions i el suport popular del poble catòlic romà. La discussió en els cercles polítics, filosòfics i teològics se centra en el fet que aquest poder ha estat mal utilitzat per benefici d'uns, portant així a estar apartat del poder eternal o millor dit allunyant-lo de les doctrines religioses en qüestió.
Un exemple de l'ús qüestionable d'aquesta influència de poder sobre el món va ser en l'èp
oca de la Inquisició. Per a alguns crítics contemporanis de la inquisició el poder temporal catòlic va ser exercit amb excessiva influència i continuïtat, i així s'allunyava més dels evangelis i la cúria romana. La resposta més popular davant aquest tipus de crítica és que la meta final d'aquesta política és, o era, l'extensió de l'evangeli a tothom.
El poder temporal va anar disminuint al llarg del pontificat del Papa Pius IX, durant la segona meitat del segle xix. Quan Pius IX va ser elegit Papa el 1846, un dels seus primers actes va ser atorgar una amnistia a més de 2.000 presos polítics. El novembre de 1848, després de l'assassinat del seu ministre Rossi Pellegrino, Pius IX va fugir de Roma. Durant un míting polític al febrer de 1849, un jove sacerdot romà, l'Abbé Arduini, descriu el poder temporal dels papes com una "mentida històrica, una impostura política, i una immoralitat religiosa". El 9 de febrer de 1849, es va proclamar la República Romana. Posteriorment, la Constitució de la República romana va abolir el poder temporal, tot i que la independència del Papa com a cap de l'Església Catòlica va ser garantida per l'article 8 de la "fondamentali Principi". La llibertat religiosa estava garantida per l'article 7, mentre que la pena de mort va ser abolida per l'article 5, i l'educació pública i gratuïta va ser proporcionades per l'article 8 de la "Titolo I".
Formalment, el poder temporal va ser restaurat el 1929 amb el tractat entre l'Estat Vaticà i Itàlia (Concordat), quan el papat va acceptar que no tenia més interessos a Itàlia, el seu veí i, per tant, en qualsevol altre país. Per descomptat, la influència del Vaticà II continua sent rellevant i evident, fins i tot ara, i és considerat sobretot com una veu espiritual.
Un petit grau de poder temporal persisteix en el govern formal de la Ciutat del Vaticà com un estat independent.